# Rudolf Mellinghoff
Rudolf Mellinghoff (* 25. November 1954 in Langenfeld, Rheinland) ist ein deutscher Jurist. Er war 2001 bis 2011 Richter des Bundesverfassungsgerichts und vom 31. Oktober 2011 bis 31. Juli 2020 Präsident des Bundesfinanzhofes.

## Leben und Werdegang
Rudolf Mellinghoff (CDU), evangelisch, stammt aus einer Familie von Ärzten. Er ist verheiratet und hat zwei Kinder.
Nach dem Abitur 1973 am Schloss-Gymnasium in Düsseldorf-Benrath und anschließendem Wehrdienst studierte Mellinghoff von 1975 bis 1980 Rechtswissenschaften an der Universität Münster und legte nach seiner Referendarzeit 1984 das 2. juristische Staatsexamen in Baden-Württemberg ab.
Mellinghoff war zunächst wissenschaftlicher Mitarbeiter an der Universität Heidelberg, der zu dieser Zeit der spätere Bundesverfassungsrichter Paul Kirchhof als Direktor des dortigen Instituts für Finanz- und Steuerrecht vorstand, ehe Mellinghoff 1987 als Richter auf Probe an das Finanzgericht Düsseldorf berufen wurde. Noch im Jahr 1987 wurde er als wissenschaftlicher Mitarbeiter an das Bundesverfassungsgericht abgeordnet. Während der Zeit der Abordnung wurde er 1989 zum Richter am Finanzgericht ernannt.

### Juristischer Mitarbeiter in Mecklenburg-Vorpommern (ab 1991)
Nach Beendigung seiner Tätigkeit als wissenschaftlicher Mitarbeiter wechselte Mellinghoff im Juli 1991 als Referatsleiter in das Ministerium für Justiz, Gleichstellung und Verbraucherschutz des Landes Mecklenburg-Vorpommern, wo er für den Aufbau der öffentlich-rechtlichen Gerichtsbarkeit zuständig war.
Im Juli 1992 wurde er zum Richter am Finanzgericht Mecklenburg-Vorpommern ernannt, im Jahr 1996 zum Vorsitzenden Richter. In der Zeit von 1992 bis 1996 war er zudem im zweiten Hauptamt Richter am Oberverwaltungsgericht, in den Jahren 1995–1996 Richter am Landesverfassungsgericht.

### Lehrauftrag an der Universität Greifswald (1992–1997)
Vom Wintersemester 1992/1993 an bis zum Sommersemester 1997 nahm Mellinghoff einen Lehrauftrag an der Rechts- und Staatswissenschaftlichen Fakultät der Universität Greifswald wahr.

### Berufung an den Bundesfinanzhof (1997)
Zum 1. Januar 1997 wurde Mellinghoff zum Richter am Bundesfinanzhof berufen.

### Wechsel an das Bundesverfassungsgericht (2001)
Im Januar 2001 wurde Mellinghoff als Nachfolger von Klaus Winter Richter im Zweiten Senat des Bundesverfassungsgerichts, dem er bis Oktober 2011 angehörte.

### Rückkehr an den Bundesfinanzhof (2011)
Unmittelbar nach seinem Ausscheiden aus dem Zweiten Senat des Bundesverfassungsgerichts wurde Mellinghoff Präsident des Bundesfinanzhofes und übernahm dort den Vorsitz des IX. Senats. Mit Wirkung vom 31. Juli 2020 trat er nach Erreichen der gesetzlichen Altersgrenze in den Ruhestand.

### Lehrauftrag an der Eberhard Karls Universität Tübingen (2001–2020)
Von 2001 bis 2020 war Mellinghoff Lehrbeauftragter an der Juristischen Fakultät der Eberhard Karls Universität Tübingen. 2007 wurde er zum Honorarprofessor ernannt.

### Andere Aufgaben und Mitgliedschaften
Seit 2021 leitet er das Zentrum für Digitalisierung des Steuerrechts der LMU (LMUDigiTax). Am 25. Mai 2021 wurde Mellinghoff zum Honorarprofessor für das Fachgebiet Steuerrecht an der LMU bestellt. Daneben ist er seit Mai 2021 Wissenschaftlicher Direktor des Instituts Finanzen und Steuern.
Von Juli 2021 bis April 2023 war Mellinghoff Sachverständiges Mitglied der Kommission zur Reform des Bundestagswahlrechts und zur Modernisierung der Parlamentsarbeit. Von Oktober 2023 bis Juli 2024 leitete er die Expertenkommission „Bürgernahe Einkommensteuer“ beim Bundesministerium der Finanzen, die am 12. Juli 2024 ihren Abschlussbericht vorlegte.
Mellinghoff ist seit 2012 Mitglied des Präsidiums der Deutschen Sektion der Internationalen Juristenkommission, deren Vorsitzender er von 2009 bis 2012 war. Von 2002 bis 2023 war er auch Vorsitzender des Wissenschaftlichen Beirats der Berliner Steuergespräche e. V. Von 2011 bis 2017 war er ebenfalls Vorsitzender der Deutschen Steuerjuristischen Gesellschaft. Seit 2011 ist Mellinghoff Vorstandsmitglied im Institut Finanzen und Steuern e. V. und zählt zu den Gründungsmitgliedern. Seit 2018 ist er auch Vorsitzender des Beirats der Steuerrechtswissenschaftlichen Vereinigung Heidelberg. Seit 2010 ist er zudem Mitglied der Judicial Integrity Group (JIG) und seit 2019 Chairman of the Board der JIG.

### Fachschrifttum
Mellinghoff ist Autor zahlreicher Beiträge zum Verfassungs- und Steuerrecht, Herausgeber mehrerer Festschriften und Tagungsbände. Zusammen mit Paul Kirchhof und Hanno Kube gibt er den von Paul Kirchof und Hartmut Söhn begründeten Großkommentar zum Einkommensteuergesetz im C.F. Müller Verlag heraus.

### Rechtsprechung des Bundesverfassungsgerichts
Während seiner Amtszeit beim Bundesverfassungsgericht war Mellinghoff unter anderen bei folgenden Verfahren Berichterstatter:
| Aktenzeichen        | Verfahren                                                        | Entscheidung vom   |
| ------------------- | ---------------------------------------------------------------- | ------------------ |
| 2 BvR 329/97        | Kommunale Verwaltungsgemeinschaften in Sachsen-Anhalt            | 19. November 2002  |
| 2 BvR 2029/01       | Langfristige Sicherungsverwahrung                                | 5. Februar 2004    |
| 2 BvR 834/02 u. a.  | Nachträgliche Sicherungsverwahrung keine Länderzuständigkeit     | 10. Februar 2004   |
| 2 BvR 2374/99       | Klärschlamm-Entschädigungsfonds                                  | 18. Mai 2004       |
| 2 BvR 1027/02       | Beschlagnahme von Datenträgern                                   | 12. April 2005     |
| 2 BvF 2/03          | Beitragssatzsicherungsgesetz                                     | 13. September 2005 |
| BvR 2099/04         | Durchsuchung zwecks Ermittlung von Kommunikationsdaten           | 2. März 2006       |
| 2 BvR 578/02        | Strafrestaussetzung bei lebenslanger Freiheitsstrafe             | 8. November 2006   |
| 2 BvR 2433/04 u. a. | Hartz IV-Arbeitsgemeinschaften                                   | 20. Dezember 2007  |
| 2 BvK 1/07          | Fünf-Prozent-Sperrklausel/Kommunal- wahlen in Schleswig-Holstein | 13. Februar 2008   |
| 2 BvF 4/03          | Beteiligung politischer Parteien an privaten Rundfunkunternehmen | 12. März 2008      |
| BvL 4/05            | Steuerbefreiung von Zuwendungen an politische Parteien           | 17. April 2008     |
| 2 BvC 1/07 u. a.    | Bundeswahlgesetz/ negatives Stimmgewicht                         | 3. Juli 2008       |
| 2 BvC 3/07 u. a.    | Wahlcomputer                                                     | 3. März 2009       |
| 2 BvR 902/06        | E-Mail-Beschlagnahme beim Provider                               | 16. Juni 2009      |
| 2 BvR 2185/04       | Gewerbesteuerlicher Mindesthebesatz                              | 27. Januar 2010    |
| 2 BvR 2101/09       | Liechtenstein-Steuer-CD/ Wohnungsdurchsuchung                    | 9. November 2010   |
| 2 BvC 4/10          | Fünf-Prozent-Sperrklausel EuWG                                   | 9. November 2011   |

## Ehrungen
- 17. November 2006: Verleihung der Ehrendoktorwürde der Ernst-Moritz-Arndt-Universität Greifswald
- 31. Oktober 2011: Großes Verdienstkreuz mit Stern und Schulterband der Bundesrepublik Deutschland